# Pterospermum
Pterospermum  es un género de fanerógama con 68 especies perteneciente a la familia Malvaceae. 

## Especies seleccionadas
| - Pterospermum acerifolium - Pterospermum aceroides - Pterospermum angustifolium - Pterospermum argenteum - Pterospermum blumeanum - Pterospermum burmannianum | - Pterospermum canescens - Pterospermum celebicum - Pterospermum cinnamomeum - Pterospermum cumingii - Pterospermum obliquum - calocatingan |